# 2 Hearts
2 Hearts – singel australijskiej piosenkarki Kylie Minogue, pochodzi z albumu X (z 2007 roku).

## Listy utworów i formaty
| Digital download (Released 4 November 2007) 1. „2 Hearts” UK CD single 1 (CDR6751; Released 12 November 2007) 1. „2 Hearts” 2. „I Don’t Know What It Is” (Rob Davis, Paul Harris, Minogue, Julian Peake, Richard Stannard) UK CD single 2 (CDRS6751; Released 12 November 2007) 1. „2 Hearts” 2. „2 Hearts” (Alan Braxe remix) 3. „King or Queen” (Kurstin, Minogue, Poole) 4. „2 Hearts” music video UK 12” Picture disc (12R6751; Released 12 November 2007) 1. „2 Hearts” 2. „2 Hearts” (Alan Braxe remix) 3. „2 Hearts” (Studio remix) Australian CD single (5144245992; Released 10 November 2007) 1. „2 Hearts” 2. „2 Hearts” (Alan Braxe remix) 3. „King or Queen” 4. „I Don’t Know What It Is” 5. „2 Hearts” music video | MSN UK digital download #1 (Released 4 November 2007) 1. „2 Hearts” 2. „I Don’t Know What It Is” 3. „2 Hearts” (Harris and Masterson Extended mix) MSN UK digital download #2 (Released 4 November 2007) 1. „2 Hearts” (Alan Braxe remix) 2. „King or Queen” 3. „2 Hearts” (Version by Studio) UK Promotional CD #1 (HEARTS001; Released 2007) 1. „2 Hearts” UK Promotional CD #2 (Released 2007) 1. „2 Hearts” (Alan Braxe remix) 2. „2 Hearts” (Alan Braxe dub) 3. „2 Hearts” (Studio version) 4. „2 Hearts” (Mark Brown Pacha Ibiza Upper Terrace remix) 5. „2 Hearts” (A cappella) UK Promotional 12” vinyl (HEARTS2; Released 2007) 1. „2 Hearts” (Alan Braxe remix) 2. „2 Hearts” (Mark Brown Pacha Ibiza Upper Terrace remix) 3. „2 Hearts” (Kish Mauve remix) 4. „2 Hearts” (Studio version) 5. „2 Hearts” (Paul Harris Extended mix) |